# Epic - Regatul secret
 Epic - Regatul secret (original Epic, stilizat ca epic) este un film fantastic, de aventură, comedie, dramă, 3D, american, de animație pe calculator regizat de Chris Wedge, cel care a regizat Epoca de gheață (2002) și Roboți (2005), bazat pe cartea pentru copii The Leaf Men and the Brave Good Bugs de William Joyce. Este produs de Blue Sky Studios și distribuit de 20th Century Fox. Filmul prezintă vocile lui Amanda Seyfried, Josh Hutcherson, Colin Farrell, Christoph Waltz, Aziz Ansari, Chris O'Dowd, Pitbull, Jason Sudeikis, Steven Tyler și Beyoncé Knowles. Filmul a fost lansat la 24 mai 2013. Premiera românească a avut loc pe 7 iunie 2013, în 3D, varianta subtitrată, fiind distribuit de Odeon Cineplex.